# Llandygwydd
Llandygwydd és un petit poble de Ceredigion, a l'oest de Gal·les, entre els municipis de Castell Newydd Emlyn i Aberteifi. Un petit torrent travessa el poble. També hi ha una església amb un pati petit.
No té edificis comercials. La gent del poble utilitza l'ajuntament com a local de votacions. També té un club de jugadors de bitlles, que es troben a l'ajuntament.